# Emiratos Árabes Unidos en los Juegos Paralímpicos de París 2024
Los Emiratos Árabes Unidos estuvieron representados en los Juegos Paralímpicos de París 2024 por un total de trece deportistas, siete hombres y seis mujeres. El equipo paralímpico emiratí no obtuvo ninguna medalla en estos Juegos.